# 龙丽萍
龙丽萍（1965年—），广西柳江人，壮族，中华人民共和国政治人物、第十二届全国人民代表大会广西地区代表。
毕业于华南农业大学农业昆虫学专业。加入中国民主同盟。2013年，担任全国人大代表。